# Peter Wadabwa
Peter Wadabwa (14 settembre 1983) è un ex calciatore malawiano, di ruolo centrocampista.